# Sarangesa purendra
Sarangesa purendra, thường được biết đến với tên the Spotted Small Flat, là một loài bướm thuộc họ Hesperiidae. Nó được tìm thấy ở miền bắc Kanara to Sind và Madhya Pradesh and from to Kangra to Kumaon.

## Hình ảnh

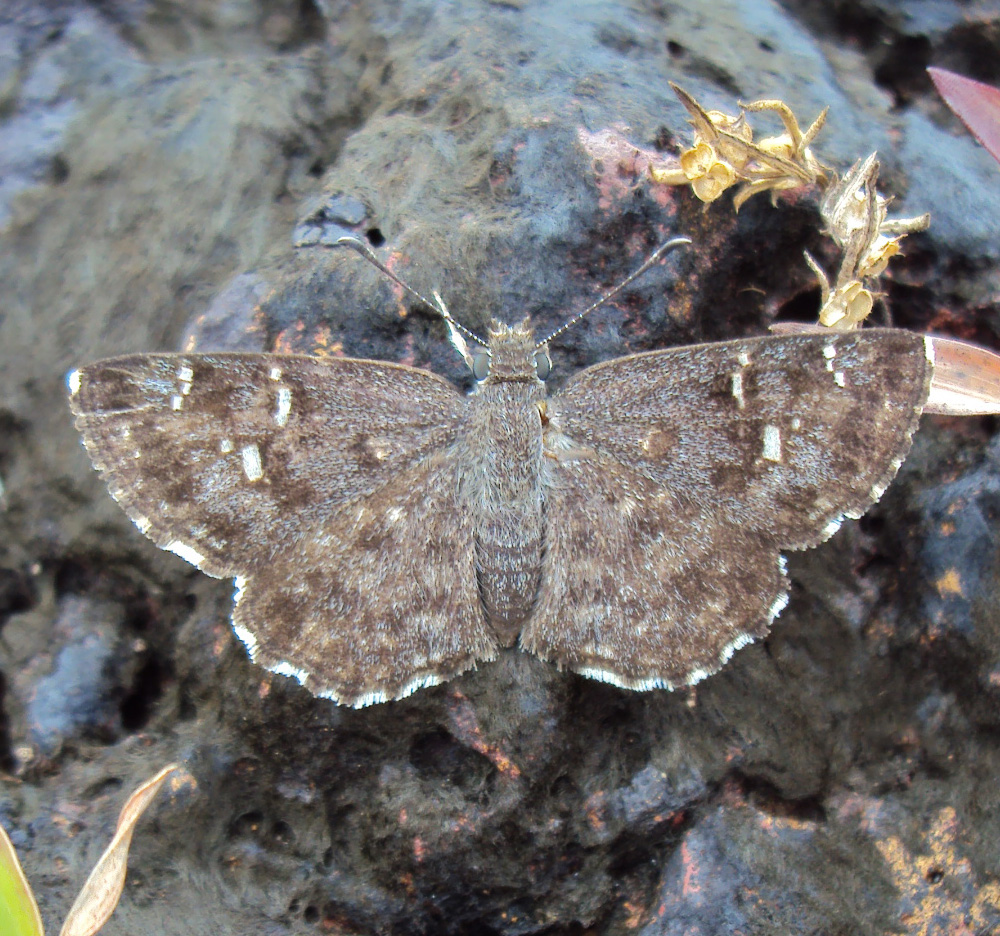
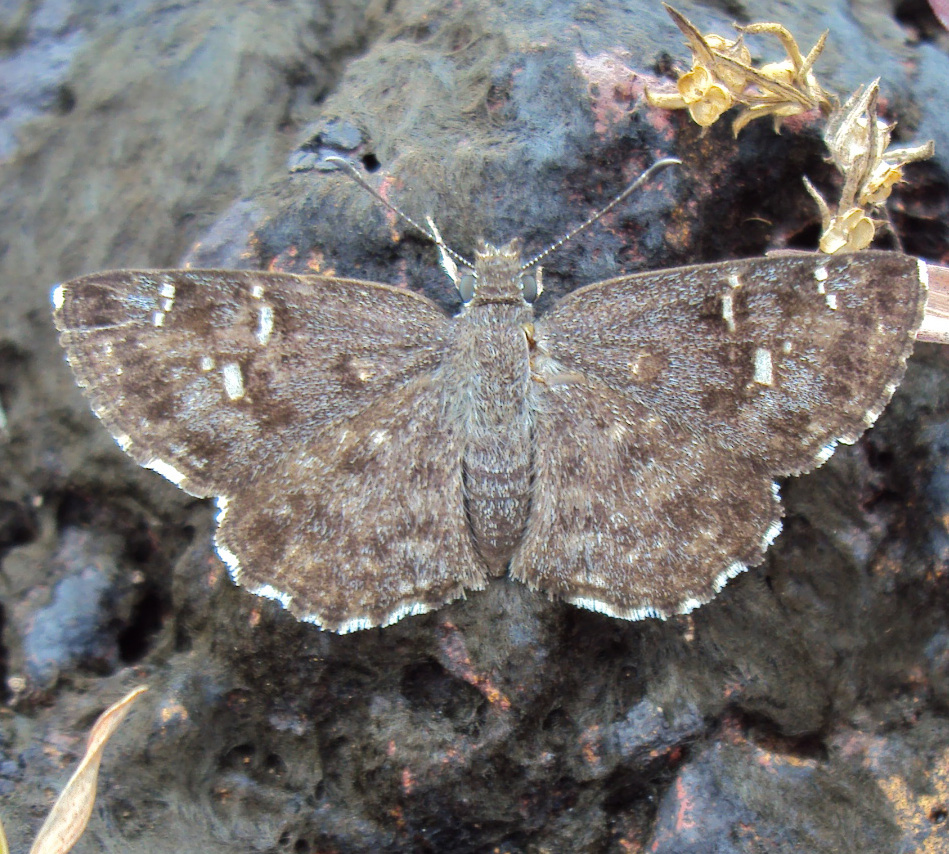
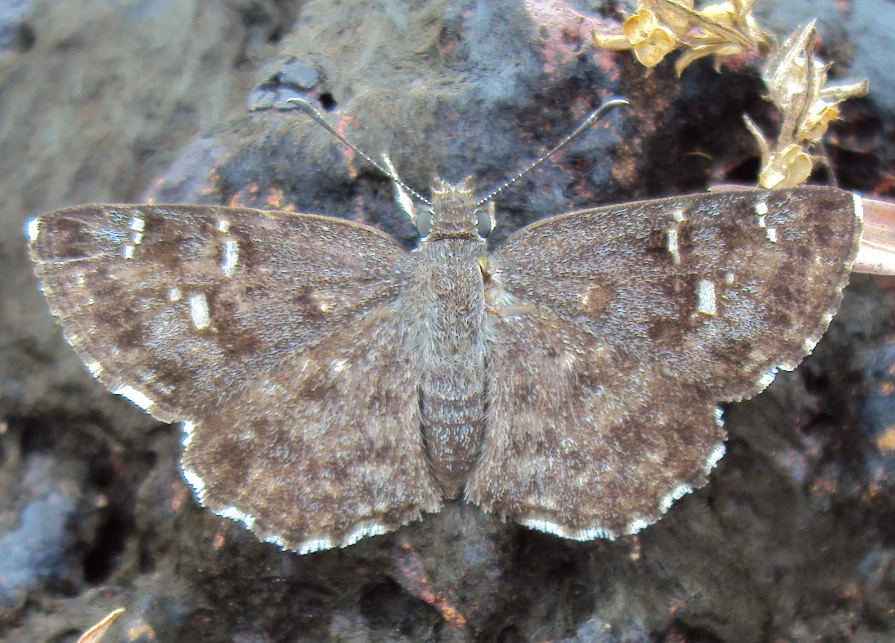